# Lokasenna

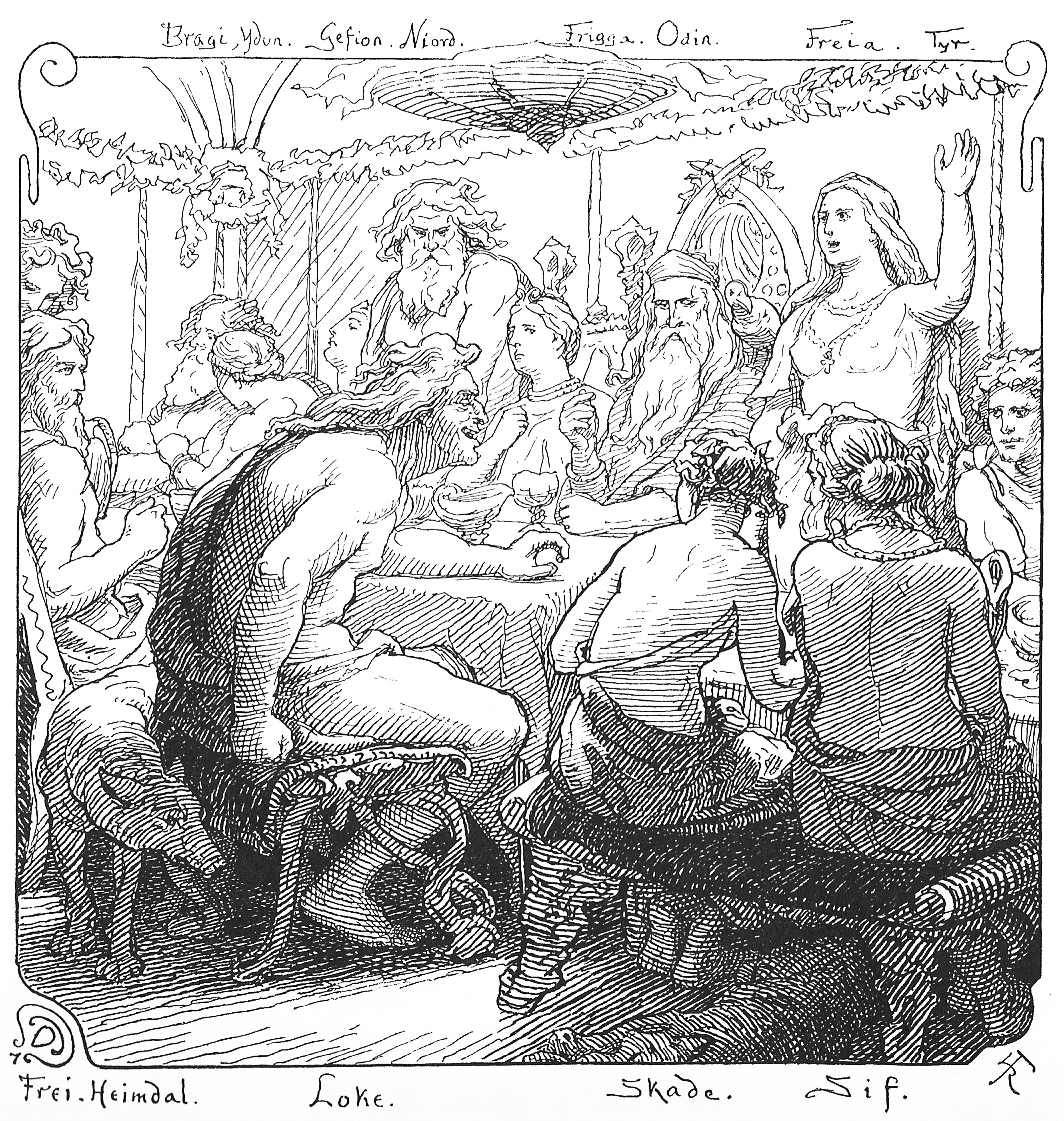
Raffigurazione di Loki che litiga con gli dei (1895), di Lorenz Frølich

La Lokasenna ("Disputa di Loki", "Litigio di Loki") è una delle poesie che compongono l'Edda poetica. La poesia racconta lo scambio di insulti tra gli dei e Loki.
Loki, tra le altre cose, accusa gli dei di scorrettezze sessuali moralistiche, dell'uso del seiðr, e di pregiudizi. Nonostante non si tratti delle accuse più gravi, si dice che diedero il via al Ragnarǫk nel poema eddico Vǫluspá. La Lokasenna non afferma esplicitamente che il disastro sia conseguenza dei maneggi di Loki, che portarono all'assassinio di Baldr. Ciò viene esplicitato solo nella versione dell'Edda in prosa, scritta da Snorri Sturluson.

## Trama
L'ambientazione è una festa organizzata dal dio del mare Ægir. L'introduzione in prosa dice: "Ægir, detto anche Gymir, aveva preparato la birra per gli Æsir, quando ricevette il grande bollitore che si è detto" (vedi Hymiskviða). Thor non si presentò, ma sua moglie Sif lo fece al suo posto, così come fecero Bragi e la moglie Iðunn. Týr, con una mano sola a causa del sacrificio della sua mano per l'incatenazione del figlio di Loki, il lupo Fenrir, Njörðr e sua moglie Skaði, Freyr e Freyja, così come Vidar, figlio di Odino. Molti altri Vani, Asi, ed anche elfi erano presenti.
I servi di Ægir, Fimafeng e Eldir, fecero un ottimo lavoro per accogliere gli ospiti; Loki era geloso delle lodi che si meritarono, e uccise Fimafeng. Gli dei si arrabbiarono con Loki e lo trascinarono fuori dalla sala, prima di tornare al loro banchetto. Facendo ritorno, Loki incontrò Eldir.
Lo minacciò e gli ordinò di parlare di quello che gli dei stavano dicendo. La risposta di Eldir fu che stavano discutendo della loro forza, e del fatto che Loki non fosse il benvenuto.
Loki entrò quindi nel salone di Ægir dopo aver insultato e minacciato Eldir. Cadde il silenzio. Loki si richiamò alle regole dell'ospitalità, chiedendo una sedia e della birra. Bragi rispose che non era il benvenuto. Loki chiese il rispetto dell'antica promessa fatta con Odino, riguardo al fatto di bere assieme. Odino chiese al figlio Vidar di fare spazio a Loki.
Vidar si alzò e portò da bere a Loki. Prima di bere, Loki fece un brindisi agli dei escludendo volontariamente Bragi. Bragi offrì a Loki un cavallo, un anello e una spada per calmarlo; Loki invece stava cercando un combattimento, ed insultò Bragi mettendo in dubbio il suo coraggio. La risposta di Bragi fu che sarebbe stato contrario alle regole combattere in casa del proprio ospite, ma che essendo ad Asgard le cose sarebbero state diverse. Iðunn, la moglie di Bragi, lo trascina via. Loki si mette allora ad insultare Iðunn, definendola sessualmente licenziosa. Gefjun è la successiva a parlare, e quindi Loki dirige a lei i suoi insulti. Odino tenta di prenderne le difese, e così a  turno fanno Freyja, Niord, Tyr, Freyr e Byggvir. Gli scambi tra Odino e Loki sono particolarmente violenti.
Alla fine Thor giunge alla festa, e non può essere placato, né trattenuto. Si insulta con Loki alternativamente, dicendo per quattro volte che avrebbe usato il proprio martello per colpire Loki sulla testa se avesse continuato. Loki replica che solo per Thor avrebbe lasciato la sala, perché le sue minacce erano le uniche che temeva. Abbandona quindi il gruppo.
Infine una piccola porzione di prosa racconta una versione breve della storia del litigio di Loki. Loki viene inseguito dagli dei, e catturato dopo un fallimentare tentativo di trasformarsi in un salmone. Suo figlio Narfi viene ucciso mentre il suo altro figlio Váli diventa un lupo. Le viscere di Narfi vengono usate per legare Loki a tre rocce sopra le quali Skaði pone un serpente che avrebbe dovuto avvelenarlo.
La moglie di Loki, Sigyn, gli resta al fianco con una boccia per raccogliere il veleno, ma quando la boccia è piena il veleno cade su Loki, obbligandolo a contorcersi per il dolore. Si dice che furono questi spasmi la causa dei terremoti. Dal momento che altre fonti chiamano i figli di Loki Váli e Narfi, alcuni hanno scelto di leggerne i nomi Nari e Narvi come un errore del manoscritto, trascrivendoli quindi come Nari e Váli. Nari e Narfi sono comunque considerati variazioni dello stesso nome.